# 石田村 (新潟県)
石田村（いしだむら）は、かつて新潟県北蒲原郡にあった村。

## 沿革
- 1889年（明治22年）4月1日 - 町村制施行に伴い北蒲原郡石喜新村、西姫田村、岡田村、下高関村、敦賀村が合併し、石田村が発足。
- 1901年（明治34年）11月1日 - 北蒲原郡大宮村、板津村、竹ノ俣村と合併し、川東村となり消滅。